# افسانه شمال
افسانه شمال فیلمی به کارگردانی ابراهیم باقری و نویسندگی رحیم روشنیان ساختهٔ سال ۱۳۳۸ است.

## بازیگران
- ویدا قهرمانی
- مهین دیهیم
- ناصر خموش
- مسعود خموش
- ابراهیم باقری
- حسن رضیانی
- حسین باقری
- رحیم روشنیان
- صابر آتشین